# Persecuzione: il fuoco amico dei ricordi
Persecuzione: il fuoco amico dei ricordi è un romanzo di Alessandro Piperno, pubblicato nel 2010. Insieme al libro successivo Inseparabili: il fuoco amico dei ricordi, forma un dittico dedicato a una famiglia italiana ebraica, i Pontecorvo. Questo romanzo è dedicato alla figura del padre, Leo Pontecorvo, mentre il successivo è focalizzato sui figli Filippo e Samuel.
Il libro ha avuto numerose traduzioni. Nel 2011, il romanzo, nella traduzione in francese di Fanchita González-Batlle, ha vinto il Prix du Meilleur livre étranger.

## Trama
Il libro si svolge a Roma, tra il luglio 1986 e l'agosto 1987. C'è un narratore che resta sconosciuto. Vi sono inoltre dei flashback, a volte molto lunghi, per spiegare situazioni avvenute in precedenza.
Leo Pontecorvo è un medico e docente universitario di grande successo. Una sera, il 13 luglio 1986, mentre siede a tavola con la moglie e i due figli, il telegiornale diffonde improvvisamente la notizia che lui, il dottor Pontecorvo, è accusato di violenza sessuale su una dodicenne, per l'esattezza la fidanzatina del figlio minore. All'annuncio segue un silenzio incredulo e Leo, del tutto inspiegabilmente, va a rintanarsi nel seminterrato, per non uscirne più. Nei tredici mesi che seguono, Leo non parla mai con i familiari, né loro gli rivolgono mai la parola.
Sulla sua testa c'erano già alcune pendenze giudiziarie: cattiva gestione economica del reparto ospedaliero, forse corruzione, disinvoltura nel trattare aspetti psicologici della vita dei piccoli pazienti. Ma la faccenda della violenza su una ragazzina è qualcosa che esula dalla figura pubblica di Leo Pontecorvo e attiene esclusivamente alla vita familiare. L'inverno precedente, il figlio più piccolo, il dodicenne Samuel, aveva preteso di portare con loro in vacanza in Svizzera una compagna di scuola, Camilla. Avversato dalla madre, ma spalleggiato dal padre, il ragazzino aveva ottenuto l'invito per Camilla e da quel fatto tutto era cominciato.
Nello scantinato, dove stanno le collezioni di libri e dischi di Leo, l'uomo ripensa a come sia stato incosciente verso tutti, se stesso in primo luogo. La ragazzina aveva notevoli doti di manipolatrice, ma lui avrebbe dovuto evitare di cadere nei trabocchetti che lei gli aveva teso e avrebbe dovuto parlare con la moglie, almeno per consiglio. Non ha fatto nulla di utile e ora emergono testimonianze che, abilmente interpretate, fanno di lui un mostro. Arrivano anche le perquisizioni della polizia, arriva l'arresto e il carcere cautelare, c'è un avvocato di grande esperienza ad occuparsi del caso. Però Leo non parla mai, tranne quando fa una scenata al suo avvocato e al giudice inquirente. In certo qual modo è convinto di vivere per una causa e l'inerzia per lui ha un senso. Poi torna nello scantinato e perde sempre più la facoltà di parola e la voglia di mangiare.
Si giunge al 28 agosto 1987, quando un ex paziente, guarito da Leo, gli telefona per un ringraziamento che compie ogni anno. L'uomo ha avuto il numero di telefono privato da Rachel, la moglie di Leo. Durante il colloquio sembra ignorare totalmente quali siano i problemi di Leo, il quale gli interrompe la comunicazione. Il suo dramma esiste ancora? è quello che si chiede. Si procura i giornali con una rapida uscita dal bunker e in effetti non trova quasi più traccia delle accuse che lo avevano portato a ridursi ad uno stato di allucinazione. Convinto di aver sofferto per nulla, tre giorni dopo Leo viene trovato dalla domestica filippina, annegato in pochi centimetri d'acqua che avevano allagato la sua tana in seguito a un temporale.

## Personaggi
- Leo Pontecorvo, 48 anni, oncologo infantile di successo, docente universitario, marito e padre fedele. È figlio unico di una ricca famiglia e ha trascorso il periodo dai tre ai sette anni  in Svizzera, per sfuggire alle persecuzioni razziali. È definito molto viziato in tutto, tranne per quanto riguarda il raggiungimento dei risultati scolastici prima, accademici poi, ambito in cui i genitori gli hanno saputo dare direttive senza compromessi. Nei confronti dell'ebraismo ha idee generiche e non rigide.
- Rachel Pontecorvo nata Spizzichino, moglie amatissima di Leo. A differenza del marito, proviene da una famiglia ebraica molto rigida e ha un senso del dovere spinto alle estreme conseguenze. Pur avendo conseguito una laurea in medicina, ritiene di dover dedicare ogni momento alla famiglia, anche e soprattutto per consentire al brillante marito di non avere mai preoccupazioni domestiche.
- Filippo, detto anche Fili, figlio maggiore dei Pnìontecorvo, nato nel 1971. Ha dimostrato varie difficoltà: ritardo nel linguaggio, dislessia, tratti autistici, e ha passato molto tempo a frequentare terapeuti e logopedisti, sempre accompagnato dalla madre. Molto scarso nello studio, ha tuttavia un grande talento per il disegno.
- Samuel, detto Semi, secondogenito dei Pontecorvo, nato nel 1973. Brillante in tutto, ha una venerazione per il fratello (che lo chiama persino frocetto. A dodici anni pretende che i genitori portino in vacanza con tutti loro una certa Camilla, la sua fidanzatina. Viene accontentato dal padre, nonostante l'opposizione della madre.
- Camilla, ragazzina dodicenne, dotata di capacità manipolatorie di cui i Pontecorvo faranno le spese. Ha da tempo in pugno i due genitori, di cui fa ciò che vuole.
- Herrera Del Monte, avvocato di Leo Pontecorvo e suo amico d'infanzia.

## Edizioni
- Alessandro Piperno, Persecuzione: il fuoco amico dei ricordi, illustrazioni di Werther Dell'Edera, Mondadori, Milano 2010 ISBN 978-88-04-57373-9